# Кюстендил под османска власт
Кюстендил по време на Османската империя бележи както най-значимото си разрастване с благоденствие, така и рязък спад със западане преди Освобождението. 

## Систематизация
Първият период от 1372 г. до 1459 г. се характеризира с постепенното налагане на османската власт и институти във Велбъждкото деспотство, обърнато на Кюстендилски санджак. Той завършва след превземането на рударския център Ново Бърдо – с поставянето под властта на османския султан на Моравското княжество.
Вторият период се характеризира с укрепване и стабилизация на османската власт и продължава от 1459 г. до средата 17 век. Характеризира се със стабилен възход и благоденствие във всички сфери на обществено-стопанския живот. Края на периода е белязан от началото на известната обща стагнация на Османската империя, белязана в Кюстендил и от три локални катаклизъма – силно земетресение през 1641 г., от което 1/3 от града е напълно разрушена, а централната му част пропада с 12 m. Градът е поставен под карантина от османските власти, но през 1655 г. настава и чумна епидемия в Кюстендилско. По време на въстанието на Карпош, градът е разорен и опожарен.
Третият период в историята на османски Кюстендил съвпада с периода на стагнация на Османската империя през 18 век и завършва с кърджалийското време след договора от Кючук Кайнарджа.
Четвъртият период е периода на упадъка на Османската империя, ведно с този на османски Кюстендил, в съчетание с възраждането на Кюстендил, завършило с освобождението на Кюстендил от османска власт през януари 1878 г.

## Падане на Велбъжд по османска власт
Велбъжд попада под османска васална зависимост веднага след битката при Черномен.